# Hounds of Love
Hounds Of Love é o quinto álbum de estúdio da cantora e compositora inglesa Kate Bush, lançado em 16 de setembro de 1985. Foi o segundo álbum da cantora a alcançar o topo da parada de álbuns britânica. Foi certificado platina dupla no Reino Unido e quatro singles foram lançados da obra: "Running Up That Hill", "Cloudbusting", "Hounds Of Love", e "The Big Sky". "Running Up That Hill" se tornou um de seus maiores sucessos no Reino Unido, e re-introduziu Bush aos ouvintes americanos, recebendo airplay considerável no momento de seu lançamento. 
Em 2002, a Q Magazine nomeou Hounds Of Love, o terceiro maior álbum feminino de todos os tempos, e em 2000, o vigésimo melhor álbum britânico de todos os tempos. O álbum foi bem sucedido comercialmente, Hounds Of Love atingiu a posição número um nas paradas do Reino Unido.

## Antecedentes
Após as decepcionantes vendas de seu quarto álbum, The Dreaming, a gravadora EMI estava preocupada com as vendas e o longo período que o disco demorou para ser produzido. Ela contou ao Daily Mail, "terminei o meu último álbum, promovi-o, depois me vi em uma espécie de limbo. Demorei quatro ou cinco meses para conseguir compor de novo. É muito difícil quando você trabalha há anos, fazendo um álbum atrás do outro. Você precisa de coisas novas para te estimular. Foi por isso que decidi tirar umas férias no verão e aproveitá-lo com meu namorado, família e amigos, só relaxando. Não sendo a Kate Bush cantora; só sendo eu mesma." No verão de 1983, Bush construiu seu próprio estúdio no celeiro atrás da casa de sua família, o qual ela poderia usar a qualquer hora que quisesse.
Bush começou a gravar demos para Hounds Of Love em janeiro de 1984. Ao invés de regravar a música, ela usou as demos e melhorou-as durante as sessões de gravação. Após cinco meses, ela começou a mixar o álbum num processo que levou um ano. As gravações incluíam o uso do sintetizador Fairlight CMI, piano, instrumentos tradicionais irlandeses e vocais em camadas. O coral em "Hello Earth" é um segmento da tradicional música georgiana "Tsintskaro", interpretada pelos Richard Hickox Singers. As frases "It's in the trees! It's coming!" na introdução da faixa-título são samples de uma cena do filme inglês A Noite do Demônio, de 1957.
O álbum foi produzido em duas partes – lado um sendo "Hounds Of Love" e o dois como um conjunto conceitual de sete faixas, "The Ninth Wave". Bush o descreveu como sendo "sobre uma pessoa sozinha na água pela noite. É sobre o passado, presente e futuro vindo à tona para mantê-la acordada, para fazê-la se afogar, para fazê-la ficar acordada até a manhã vir".

## Faixas
Todas as faixas escritas e compostas por Kate Bush. 
| Lado um: Hounds Of Love |                                          |         |  |
| N.º                     | Título                                   | Duração |  |
| 1.                      | "Running Up That Hill (A Deal with God)" | 5:03    |  |
| 2.                      | "Hounds Of Love"                         | 3:02    |  |
| 3.                      | "The Big Sky"                            | 4:41    |  |
| 4.                      | "Mother Stands For Comfort"              | 3:07    |  |
| 5.                      | "Cloudbusting"                           | 5:10    |  |

Todas as faixas escritas e compostas por Kate Bush. 
| Lado dois: The Ninth Wave |                           |         |  |
| N.º                       | Título                    | Duração |  |
| 1.                        | "And Dream Of Sheep"      | 2:45    |  |
| 2.                        | "Under Ice"               | 2:21    |  |
| 3.                        | "Waking The Witch"        | 4:18    |  |
| 4.                        | "Watching You Without Me" | 4:06    |  |
| 5.                        | "Jig Of Life"             | 4:04    |  |
| 6.                        | "Hello Earth"             | 6:13    |  |
| 7.                        | "The Morning Fog"         | 2:34    |  |

Todas as faixas escritas e compostas por Kate Bush. 
| Faixas bônus (1997 EMI edition) |                                                       |         |  |
| N.º                             | Título                                                | Duração |  |
| 1.                              | "The Big Sky (Meteorogical Mix)"                      | 7:44    |  |
| 2.                              | "Running Up That Hill (12" Mix)"                      | 5:45    |  |
| 3.                              | "Be Kind To My Mistakes"                              | 3:00    |  |
| 4.                              | "Under The Ivy" (B-side de "Running Up That Hill" 7") | 2:08    |  |
| 5.                              | "Burning Bridge" (B-side de "Cloudbusting" 7")        | 4:38    |  |
| 6.                              | "My Lagan Love" (B-side de "Cloudbusting" 7" e 12")   | 2:30    |  |

## Desempenho nas paradas musicais
| Parada musical (1985/86)                 | Melhor posição |
| ---------------------------------------- | -------------- |
| Alemanha — Media Control Charts          | 2              |
| Áustria — Top 40 Albums                  | 14             |
| Nova Zelândia — New Zealand Albums Chart | 17             |
| Países Baixos — MegaCharts               | 1              |
| Reino Unido — UK Albums Chart            | 1              |
| Suécia — Sverigetopplistan               | 9              |
| Suíça — Swiss Albums Chart               | 3              |